# Béal na mBláth
Béal na mBláth (inne nazwy: Béal na Bláth, Béal na Blá, Bealnablath lub Bealnabla) – wieś w hrabstwie Cork w Irlandii położona przy drodze R585.
22 sierpnia 1922 roku podczas irlandzkiej wojny domowej we wsi miała miejsce zasadzka na Michaela Collinsa naczelnego dowódcę sił zbrojnych Republiki Irlandzkiej i przywódcę IRA, w wyniku której poniósł śmierć.